# Mairhof (Gemeinde Altenfelden)
Maierhof (auch Mayrhof) ist eine Ortschaft der Gemeinde Altenfelden in Oberösterreich (Bezirk Rohrbach). Die Ortschaft wurde am 1. Jänner 2024 von 38 Personen bewohnt.

## Geographie
Mairhof liegt zwischen dem Hauptort der Gemeinde und dem Tal der Kleinen Mühl in der Katastralgemeinde Haselbach. Für Mairhof wurden 2001 insgesamt 18 Gebäude gezählt, wobei 11 Gebäude über einen Hauptwohnsitz verfügten und 18 Wohnungen bzw. 16 Haushalte bestanden. Die Ortschaft beginnt rund einen Kilometer westlich der Altenfelder Pfarrkirche und ist über die Eichbergstraße erreichbar. Die zerstreut liegenden Gebäude der Streusiedlung erstrecken sich über rund 1,5 Kilometer bis zur Kleinen Mühl.

## Geschichte und Bevölkerung
Urkundlich wurde Mairhof 1321 erstmals genannt, wobei der Ortsname bis in der zweiten Hälfte des 20. Jahrhunderts Mayrhof geschrieben wurde.  In Maierhof lebten 1869 39 Menschen in sechs Häusern. Bis zum Jahr 1910 stieg die Einwohnerzahl auf 79 Personen an, wobei die Ortschaft acht Gebäude umfasste. Bis 1923 blieb die Anzahl der Gebäude stabil, jedoch sank die Einwohnerzahl auf 57 Personen, wobei im Weiler Mairhof um den Meierhof 38 Personen in fünf Gebäuden und in der übrigen Streusiedlung 19 Personen in drei Gebäuden gezählt wurden. Auch 1951 lebten insgesamt 57 Personen in Meierhof, die sich auf den Weiler mit 23 Einwohnern und drei Gebäuden bzw. auf die Streusiedlung (Zerstreute Häuser) mit sieben Häusern und 34 Einwohnern verteilten. Bis zuletzt pendelte die Einwohnerzahl um 50 Einwohner, wobei die 1961 44, 1971 55, 1981 56, 1991 49 und 2001 48 Personen in Maierhof lebten.

## Bauwerke
Zu dem Kleinweiler mit umliegenden Einzelhöfen gehören der namengebende Meierhof der Burgruine Tannberg (Maierhof Nr. 1), einem Doppeleinspringer mit zwei barocken Giebelmauern. Neben dem Maierhof ist auch der Bauernhof Kleebauer (Maierhof Nr. 5), in dem sich seit 1975 ein Hotel mit Reiterhof befindet, erwähnenswert. Der Vierseithof mit kurzer Tormauer verfügt über Bauteile aus dem 18. Jahrhundert, wobei der Vierseithof im 19. Jahrhundert umgebaut wurde. Der Hausstock des Hofes verfügt über eine Putzfaschengliederung, im Inneren haben sich Stichkappentonnengewölbe mit geschwungenem Deckenfeld sowie strukturierten Graten aus der ersten Hälfte des 18. Jahrhunderts erhalten. Der zweischiffige Stall mit Platzgewölben aus dem 18. Jahrhundert weist auch Kappengewölbe auf Pfeilern auf. Zum Bauernhof gehört auch ein ehemaliger Troadkasten aus dem Jahr 1875 mit vorgezogenem überdachtem Holzbalkon und das aus dem Jahr 1868 stammende, zweigeschoßige Auszugshäusl mit Schopfwalmdach und Fenstergittern aus dem Biedermeier.